# Smother
Smother — третий студийный альбом британской группы Wild Beasts, вышедший 9 мая в Великобритании и 10 мая 2011 года в США.

## Об альбоме
По словам вокалиста Хейдена Торпа, во время работы над альбомом музыканты черпали вдохновение из творчества дроун нойз-поп дуэта Fuck Buttons, американского музыканта Дэниела Лопатина (более известного как Oneohtrix Point Never), бразильской писательницы Клариссы Лиспектор и знаменитой книги «Франкенштейн, или Современный Прометей» писательницы Мэри Шелли
По сравнению с предыдущими двумя альбомами группы, "Smother" более спокоен и лиричен. В композиции «Burning» ритм-секция вовсе отсутствует, а среди остальных песен есть и колыбельная («Invisible»), и любовная ода («Loop to Loop»). Альбом звучит успокаивающе, соответствуя названию (англ. smother - душить, укутывать).[стиль]

## Список композиций
1. Lion’s Share — 4:14
2. Bed of Nails — 4:18
3. Deeper — 3:01
4. Loop the Loop — 4:06
5. Plaything — 4:21
6. Invisible — 2:58
7. Albatross — 3:12
8. Reach a Bit Further — 3:36
9. Burning — 4:44
10. End Come Too Soon — 7:32[4]

## Участники записи
- Хейден Торп — вокал, бэк-вокал, гитара, бас-гитара, клавишные, продюсер
- Том Флеминг — вокал, бэк-вокал, бас-гитара, клавишные, гитара, продюсер
- Бен Литтл — соло-гитара, продюсер
- Крис Талбот — ударные, бэк-вокал, продюсер,
- Ричард Формби — продюсер, звукоинженер